# ブラウンズビル (テキサス州)
ブラウンズビル（Brownsville）は、アメリカ合衆国テキサス州の都市。キャメロン郡の郡庁所在地である。人口は18万6738人（2020年）。テキサス州最南端に位置しており、アメリカ＝メキシコ国境に接している。

## 地理
国境となっているリオ・グランデ川の対岸にはメキシコのマタモロスがあり、双子都市となっている。メキシコ湾岸にあるため海洋性の温暖な気候だが、年間降水量は700ミリメートル程であまり多くない。

## 歴史
- 1846年、米墨戦争中にテキサス砦包囲戦とパロ・アルトの戦い、レサカ・デ・ラ・パルマの戦いが起こった。
- 1865年、南北戦争中にパルメット農場の戦いが起こった。

## 経済
市の経済活動はメキシコとの貿易に大きく依存している。古くは密輸も盛んだった。

## 住民
2020年アメリカ合衆国国勢調査によると、市の人口の94パーセントはヒスパニックである。また、貧困率は26パーセントで、全米の平均11パーセントよりかなり高い。

## 出身有名人
- クリス・クリストファーソン（歌手）
- アメリコ・パレデス（作家）
- ブルース・スターリング（作家）
- エフレン・サルディヴァー（殺人犯）